# Acidos
Acidos eller syraförgiftning är inom medicin beteckningen på tillståndet då det arteriella blodets pH-värde sjunker under 7,35. Då pH istället överstiger 7,45 benämns tillståndet alkalos.
Acidos kan ha flera olika orsaker. Kraftig acidos är akut livshotande.

## Respiratorisk acidos
Respiratorisk acidos inträffar då kroppen inte kan göra sig av med koldioxid (exempelvis kolsyra) via lungorna i tillräcklig omfattning (hypoventilation). Koldioxiden ansamlas i blodet och sänker blodets pH-värde. Respiratorisk acidos kan uppstå till exempel vid en astmaattack eller andningsstillestånd. Många kroniska lungsjukdomar kan orsaka acidos, till exempel emfysem och lungfibros.
Även tablett- eller växtgiftförgiftning, omfattande thoraxskador och ofri luftväg på grund av svullnad eller främmande kropp, kan ge respiratorisk acidos. 
Symtom på en respiratorisk acidos är bland annat trötthet, oro, huvudvärk, hastig puls, initialt även stegrat blodtryck som senare faller med cyanos och medvetanderubbning som följd. Åtgärder som snabbt bör vidtas är att skapa fri luftväg, tillföra syrgas eller respiratorbehandling/CPAP.

## Metabol acidos
Metabol acidos inträffar då sura metaboliter ansamlas i blodet, alternativt att basiska sådana går förlorade. Detta kan bero på en ökad bildning av sura metaboliter, till exempel myrsyra vid metanolförgiftning, oxalsyra vid glykolförgiftning, eller ketonkroppar vid okontrollerad diabetes (ketoacidos).
Även diarré kan leda till acidos på grund av förlust av vätekarbonat varmed en störning i syrabas-balansen inställer sig. Det kan också bero på en nedsatt utsöndring från njurarna av sådana metaboliter vid kronisk njursvikt (uremi).